# قانون پیشگیری از تولد نوزاد دارای بیماری مادرزادی

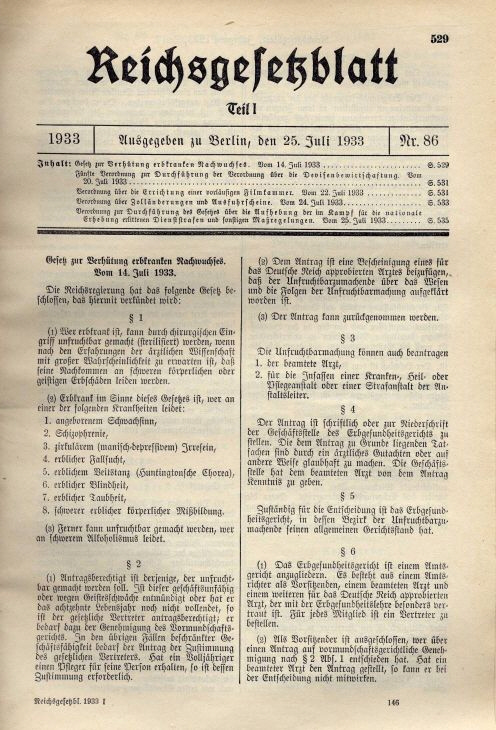
روزنامه دولتی رایش در ۲۵ ژوئیه ۱۹۳۳: قانون پیشگیری از تولد نوزاد دارای بیماری مادرزادی.

قانون پیشگیری از تولد نوزاد دارای بیماری مادرزادی (به [Gesetz zur Verhütung erbkranken Nachwuchses] Error: {{Lang-xx}}: متن دارای نشانه‌گذاری ایتالیک است (راهنما)) یا قانون عقیم‌سازی اجباری به تاریخ ۱۴ ژوئیه ۱۹۳۳ به آلمان نازی این اختیار را داد تا به عقیم‌سازی اجباری همه کسانی که باور به رنج بردنشان از بیماری‌های ژنتیکی وجود داشت بپردازد.

## موارد
طبق این قانون، همه کسانی که از نظر دادگاه بهداشت وراثت تشخیص به داشتن بیماری‌های ژنتیکی بودند می‌بایست از داشتن فرزند منع می‌شدند و بر ایشان عمل جراحی صورت می‌گرفت تا توانایی تولید مثل نداشته باشند. این قانون شامل کسانی می‌شد که بررسی‌های علمی بر رویشان نشان دهند که فرزندان احتمالی ایشان در آینده به احتمال زیاد دچار بیماری‌های جدی ارثی، جسمی یا روانی می‌شدند.
طبق این قانون، افرادی که دارای بیماری‌های زیر می‌بودند شامل عقیم‌سازی اجباری می‌شدند:
- کم‌توانی ذهنی؛
- اسکیزوفرنی؛
- اختلال دوقطبی؛
- صرع؛
- بیماری هانتینگتون؛
- کم‌بینایی؛
- کم‌شنوایی ارثی.

همچنین، هر کسی که دچار الکلیسم شدید است می‌توانست مشمول قانون شود.
طبق بندهای ۲ و ۴ این قانون، افرادی که مستحق عقیم‌سازی اجباری شناخته می‌شدند حق داشتند فرجام‌خواهی در دادگاهی مرتبط با پاک‌نژادی ارائه کنند. در صورتی که حکم تأیید می‌شد می‌توانست حتی بر خلاف خواست شخص موردنظر عملی شود؛ داروهای مورد نیاز برای عقیم‌سازی به پلیس داده می‌شدند و در صورت لزوم به اجبار به شخص خورانده می‌شدند.